# Caso Matute Johns
El caso Matute Johns es un caso judicial chileno, referido al asesinato del joven penquista Jorge Eduardo Matute Johns. Su desaparición —entre el 20 de noviembre de 1999 y el 12 de febrero de 2004, cuando su cuerpo fue encontrado a orillas del río Biobío— impactó a todo Chile, transformándose en uno de los procesos penales más recordados del país.
El caso fue cerrado en 2010, sin haberse establecido responsabilidades en la muerte de Matute Johns. Sin embargo, en enero de 2014 el caso fue reabierto. El 20 de noviembre de 2014 un informe del Servicio Médico Legal confirmó que Matute Johns fue asesinado con pentobarbital.

## Antecedentes
Jorge Matute Johns nació el 24 de febrero de 1976 en el Sanatorio Alemán de Concepción, hijo del sindicalista Jorge Matute Matute y de María Teresa Johns. Estudió en los Colegios Sagrados Corazones y Salesianos de la misma ciudad. En este último colegio formó, en 1993, la banda musical "Reacción en Cadena", junto a sus compañeros Marcelo Sepúlveda y Gerardo Roa. En 1994 ingresó a estudiar biología marina en la Universidad Católica de la Santísima Concepción, pero decidió rendir nuevamente la Prueba de Aptitud Académica (PAA) para cambiar de carrera, esta vez ingeniería forestal en la Universidad de Concepción.

## Desaparición de Jorge Matute

### Últimos pasos conocidos y búsqueda
El 19 de noviembre de 1999, Jorge Matute Johns (23 años) salió de su casa, ubicada en la Villa Spring Hill, comuna de San Pedro de la Paz, para dirigirse a la discoteca "La Cucaracha" en Talcahuano, junto con sus amigos Gerardo Roa y las hermanas María José y María Paz Maldonado. Fue en ese lugar, la madrugada del 20 de noviembre, cuando se le vio por última vez con vida. Al día siguiente, Roa llamó a la casa de los Matute Johns, para avisar que el joven no se encontró con él en la madrugada, y posteriormente llamó a la policía y al hospital. Luego, la novia del joven recibió una llamada telefónica anónima, donde se le dijo que a Matute Johns le había pasado algo grave.

Fue visto por última vez en el sector de Carriel Sur en la madrugada del sábado 20 de noviembre. Viste jeans azul oscuro, polera blanca, camisa celeste y zapatos negros. Mide 1.74 mt, es de contextura delgada, pelo negro, tez blanca y ojos verdes.
Descripción de Jorge Matute Johns en cartel de búsqueda.

En los días posteriores a la desaparición del estudiante universitario, se comenzaron a realizar los primeros peritajes en San Pedro de la Paz, sin resultados positivos. La familia del joven recibió llamados en los que se pedían 50 millones de pesos para liberarlo.

### Investigación por presunto secuestro
El 26 de noviembre de 1999, el padre del joven, Jorge Matute Matute, pidió a la Corte de Apelaciones de Concepción la designación de un ministro en visita para la investigación del caso, medida que fue rechazada. El 1 de diciembre su familia interpuso una querella criminal por presunta desgracia en el Tercer Juzgado del Crimen de Concepción. La magistrado del tribunal, Flora Sepúlveda, realizó peritajes a la discoteca La Cucaracha, además de interrogatorios a su dueño, Bruno Betanzo, a su pareja y a tres trabajadores del recinto.
El 5 de enero de 2000, la investigación del caso se redefinió por secuestro y obstrucción a la justicia. El 21 de febrero Flora Sepúlveda estableció la prohibición de informar los avances relativos al caso, dictamen al que apelaron los medios de prensa, por lo cual, días más tarde, el 6 de marzo, se dejó sin efecto la medida. El gobierno pidió un ministro en visita para el caso en julio de 2000, lo que fue nuevamente rechazado por el tribunal de alzada de Concepción. El Consejo de Defensa del Estado (CDE) se hizo parte de la querella criminal el 4 de agosto de ese año. 
Durante diciembre de 2000 se detuvo a dos jóvenes testigos, Carlos Gajardo y Gisela Miranda, por presunta obstrucción a la justicia, a lo que su defensa replicó con un recurso de amparo, por estimar que su detención era arbitraria, siendo ambos liberados el 31 de diciembre. El 1 de enero de 2001, 7 jóvenes —Cristián Herrera, Federico Homper, Oscar Araos, Jorge Bañados, Jaime Rojas, José Ignacio del Río y Carlos Alarcón— fueron detenidos por los mismos cargos, y entre el 4 y 5 de ese mes fueron procesados. El 12 de enero los siete jóvenes recuperaron su libertad, sin embargo la familia Matute Johns y el CDE apelaron al fallo ante la Corte Suprema, tribunal que revocó la decisión de la Corte de Concepción, el 30 de enero. El 20 de febrero los jóvenes obtuvieron la libertad provisional. Las detenciones de estos jóvenes se dieron en el marco de pesquisas llevadas adelante por un equipo de la Policía de Investigaciones de Chile.
Un informe del mayor de Carabineros, Andrés Ovalle, entregado a la jueza Sepúlveda el 23 de enero de 2002, liberó de responsabilidad a los siete jóvenes imputados por obstrucción a la justicia, y estableció que los hechos apuntaban a que el dueño y los dependientes de la discoteca tenían implicancia en la desaparición de Jorge Matute. El 5 de abril de ese año fue demolida la discoteca por petición del propietario del terreno (actualmente el terreno donde estaba la discoteca es ocupado por el complejo deportivo Pianura Sport). En agosto de 2002, la familia del joven acusó a agentes de Carabineros por la desaparición del estudiante; días más tarde, el 17 de septiembre, se ordenó el arresto del mayor Ovalle por haber realizado el informe con ayuda de padres de dos de los jóvenes procesados por obstrucción a la justicia. Frente a una petición de la Cámara de Diputados, el 10 de diciembre la Corte de Apelaciones de Concepción nombró al magistrado Juan Rubilar Rivera como ministro en visita del caso.

## Investigación por homicidio

### Hallazgo del cuerpo

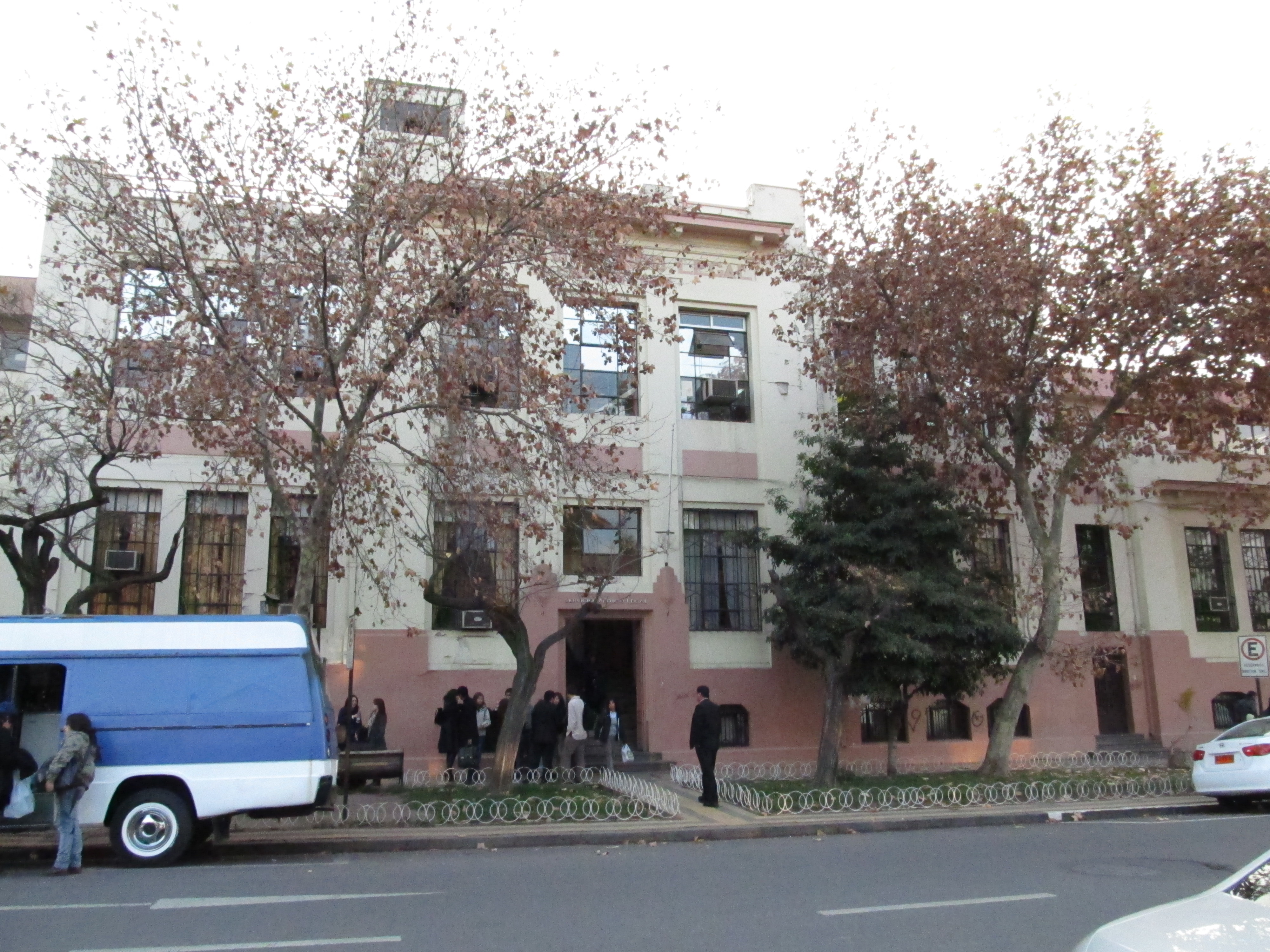
Edificio del Servicio Médico Legal en Santiago de Chile, donde se realizó la autopsia de Matute Johns.

La desaparición de Jorge Matute Johns finalizó el 12 de febrero de 2004, día en que se encontraron sus restos a orillas del río Biobío, en el kilómetro 22,6 de la Autorruta de la Madera (Ruta CH-156, camino a Santa Juana). El 12 de marzo de ese año, el Servicio Médico Legal (SML) confirmó que la muerte de Matute había sido causada por terceros.
Recién el 30 de abril de 2005 —catorce meses después del hallazgo— sus restos pudieron ser sepultados en Concepción.

### Inicio del procedimiento penal

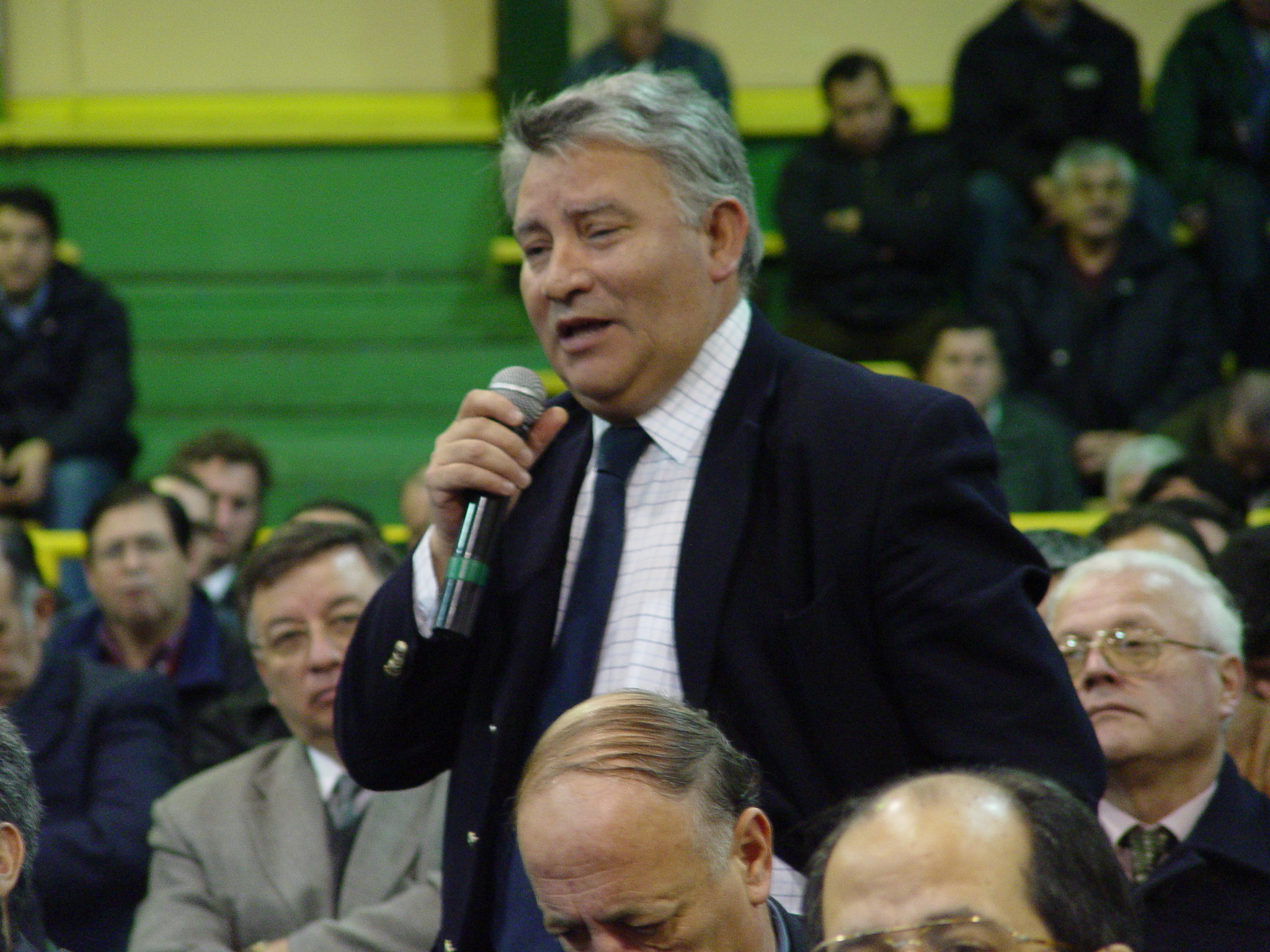
Jorge Matute Matute, padre de Jorge Matute Johns y, además, dirigente de la Empresa Nacional del Petróleo (ENAP). Falleció en agosto de 2011.

El 28 de octubre de 2005, el Consejo de Defensa del Estado solicitó el procesamiento por homicidio de Jaime Rojas López y Óscar Araos Díaz al ministro en visita Juan Rubilar, lo que fue rechazado el 2 de noviembre, y refrendado el 26 de abril de 2006 por la Corte de Apelaciones de Concepción. El 24 de mayo de ese año, el magistrado dejó sin efecto el procesamiento de los siete jóvenes acusados de obstrucción a la justicia, y decretó el sobreseimiento temporal del caso el 4 de diciembre.
En mayo de 2007 surgieron nuevos antecedentes respecto de la muerte de Matute Johns; un exempleado de la discoteca, Fabián Flores Silva, asumió su participación directa en la muerte del joven, por lo que el caso fue reabierto. Sin embargo, en mayo de ese año Flores confesó haber cometido falso testimonio, y el 31 de diciembre, el juez Rubilar dictó nuevamente el sobreseimiento temporal. La familia del joven presentó un recurso de reposición ante el fallo de primera instancia, sin embargo, la Corte de Apelaciones de Concepción ratificó la decisión en mayo de 2008. En 2009 nuevamente se presentó dicho recurso alegando nuevos antecedentes, frente a lo cual el ministro Rubilar ordenó reabrir el caso. Sin embargo, la decisión sufrió un nuevo revés en enero de 2010, cuando la Corte de Apelaciones de Concepción no aceptó la reapertura del sumario, cerrando definitivamente el caso.

### Nuevos antecedentes: envenenamiento
El 10 de enero de 2014, sin embargo, fue reabierto tras conocerse nuevos antecedentes que habían sido recopilados desde diciembre de 2013. Ese mismo mes, el cuerpo de Matute fue exhumado y trasladado a Santiago para ser nuevamente examinado por el SML. Dichos peritajes concluyeron que la causa de muerte del joven había sido por homicidio, lo cual constó en el informe del organismo entregado a la ministra en visita Carola Rivas en noviembre de 2014.

Podemos decir que Jorge falleció bajo los efectos de un tóxico, pero no podemos afirmar que una persona quiso matarlo a través de ese tóxico.
Carola Rivas Vargas, 28 de julio de 2015.

El 9 de septiembre de 2015, se estableció que Jorge Eduardo Matute Johns murió por «intoxicación de pentobarbital», utilizado para eutanasiar animales, según el certificado de defunción del Servicio de Registro Civil e Identificación que fue rectificado el 27 de agosto de 2015. Esta actualización coincide con lo señalado en enero de 2015 por el médico forense español Aurelio Luna, quien dijo que en el análisis a los restos de Jorge Matute detectó «la presencia de pentobarbital, un barbitúrico que, desde el punto de vista terapéutico, no tendría justificación que apareciera en los restos».
El 27 de julio de 2016, Rivas encabezó una serie de careos con 18 nuevos testigos y eventuales imputados, en quienes se centra la investigación, por haber estado en la discoteque La Cucaracha la noche de la desaparición del joven, ya que el pasado 15 de julio confirmara que los peritajes revelaron la presencia de un nuevo fármaco en los restos del joven, y estos testigos podrían habérselo suministrado provocando su deceso. Entre los interrogados también se encontraba el exdueño de La Cucaracha, Bruno Betanzo, junto a su pareja de entonces, Carmen Sereño. Luego de estos interrogatorios dejó en detención a dos de los citados, Cristián Montes, guardia de la desaparecida discoteque y su pareja, Cherry Ruiz, debido a que habrían presentado incongruencias en sus declaraciones. Según explicó la jueza, ambos aparecían declarando información falsa en medio del proceso, lo que desviaba la investigación. Dos días después fueron dejados en libertad, pese a esto la ministra declaró:

Siguen como sospechosos de haber cometido un ilícito, pero así como están ellos como inculpados, no son las únicas personas que hemos tomado declaración en dicha calidad. Parecían las últimas personas que habían tenido contacto con Matute, además decían que lo conocían, pero no era así. Habían tenido un trato extraño. Ellos se pusieron en la situación de sospechosos.
Carola Rivas Vargas, 29 de julio de 2016.

En enero de 2017, la ministra Rivas entregó nuevos detalles de la investigación del caso y aseguró que se encontraba «cerca de la verdad». Agregó que Montes y Ruiz, el exguardia de la discoteca y su pareja, eran los principales sospechosos y que Matute pudo haber sido envenenado con pentobarbital para violarlo en una fiesta gay que se realizó en La Cucaracha el día de su desaparición. El abogado de la familia Matute y querellante en el caso, Fernando Saenger, se mostró escéptico y molesto sobre las declaraciones de Rivas: «Son hipótesis, son conjeturas, y todo eso es posible dentro de una investigación criminal cuando no se sabe bien qué es lo que ha acontecido, qué es lo que ha ocurrido».
El 3 de abril de 2017 se confirmó la noticia de la muerte de Betanzo, el exdueño de La Cucaracha, ocurrida dos días antes en un accidente automovilístico, a 90 kilómetros de El Cairo, Egipto, mientras se encontraba de vacaciones. Rivas, refiriéndose al suceso, descartó la participación de Betanzo en la muerte de Matute.
Finalmente, en marzo de 2018 Rivas confirmó la hipótesis de que Matute habría sido envenenado con el objetivo de abusar sexualmente de él, situación que ocurrió con otras cuatro víctimas que fueron emborrachadas o drogadas, amaneciendo en un lugar diferente de la discoteca con signos de haber sido violados. Además señaló la dificultad de lograr una condena por este delito, dada la lejanía de los hechos y el fallecimiento de 7 de los 12 sospechosos, mientras que los 5 vivos ya habían sido descartados como autores por la investigación. Además señaló que el trabajo de las policías había sido deficiente, ya que hubo destrucción de evidencia, hipótesis irracionales y se había descartado la posibilidad de que tuviera relación con abuso sexual, lo cual había sido aportado por un testigo al comisario de la PDI Carlos Estuardo en 1999.

## Obras relacionadas

### Documentales
| Año  | Título                       | Producción | Referencia |
| ---- | ---------------------------- | ---------- | ---------- |
| 2023 | Los secretos del caso Matute | TVN        | [ 37 ]     |

### Series
| Año | Título | Formato | Producción       | Referencia |
| --- | ------ | ------- | ---------------- | ---------- |
| TBD | TBD    | Serie   | Netflix y Fábula | [ 38 ]     |

### Episodios de series
| Año  | Serie           | Temporada | Episodio | Título             | Director        | Producción | Referencia |
| ---- | --------------- | --------- | -------- | ------------------ | --------------- | ---------- | ---------- |
| 2018 | Efecto Mariposa | 1         | 7        | Crimen perfecto    | Jorge Bertolini | Mega       | [ 39 ]     |
| 2023 | Enigma          | 10        | 12       | Jorge Matute Johns | Sebastián Araya | TVN        | [ 40 ]     |

### Libros
| Año  | Título                                                             | Autor/es                    | Editorial     | ISBN          | Referencia |
| ---- | ------------------------------------------------------------------ | --------------------------- | ------------- | ------------- | ---------- |
| 2001 | Los enigmas del caso Matute Johns                                  | Carlos Basso y Pablo Torres | Cesoc         | 9789562110907 | [ 41 ]     |
| 2024 | Enfermos De Cobardía: Jorge Matute Johns, El Falso Crimen Perfecto | Andrés Ovalle               | Independiente | 9798870559407 | [ 42 ]     |